# Microtropis sphaerocarpa
Microtropis sphaerocarpa är en benvedsväxtart som beskrevs av Ching Yung Cheng och T.C. Kao. Microtropis sphaerocarpa ingår i släktet Microtropis och familjen Celastraceae. Inga underarter finns listade.